# СКЕМ-3

1 — ботвоподъёмник; 2 — теребильный аппарат; 3 — подкапывающие лапы; 4 — элеватор; 5 — бункер ботвы; 6 — дисковый нож режущего аппарата; 7 — битер ботвы; 8 — выравниватель; 9 — штурвал механизма подъёма теребильных секций; 10 — рулевое управление; 11 — штурвал; 12 — копирующие колёса, 13 — рама основная; 14 — колесо бункера корней; 15 — бункер корней; 16 — площадка комбайнера; 17 — редуктор центральный

СКЕМ-3 (Свеклоуборочный комбайн Еремеева и Мельникова) — советский прицепной теребильный трёхрядный свёклоуборочный комбайн, работающий с трактором КДП-35. Днепропетровским Заводом имени Ворошилова в 1950—1959 года произведено 43 629 штук СКЕМ-3 (также производился в Самаре), в 1958—1964 года 27 845 штук модификации СКЕМ-3Г.

## Создание
Создан лауреатами Сталинской премии Василием Алексеевичем Кореньковым, И. Д. Еремеевым и Г. А. Мельниковым. 
Работа над СКЕМ-3 была начата в 30-х годах. В 1940 году опытный образец испытан на полях Мироновской сельскохозяйственной станции, но дальнейшим испытаниям и производству помешала война. Работа над продолжилась в 1946 году. В 1950 году в Саливонковском совхозе на Украине СКЕМ-3 был испытан и сравнён со свёклокомбайном СПГ-1, уже выпускавшимся серийно. Победу одержал СКЕМ-3 и в этом же году началось его серийное производство.

## Технические характеристики
- Длина - 5612 мм
- Высота - 2440 мм
- Ширина - 3820 мм
- Производительность 0,25 — 0,4 га/час
- Вес 2,5 т
- Междурядье для работы комбайна — 44,5 см

## Работа
Комбайн управляется двумя людьми — комбайнёром и штурвальным. Рабочие органы СКЕМ-3 приводятся в движение от вала отбора мощности трактора. Есть возможность регулировки ботвоподъёмников, подкапывающих лап, выравнивателей, направляющих полозков, режущих и теребильных аппаратов.
Комбайн предназначен для работы на ровном поле без сорняков и с междурядьями в 44,5 см, с густотой не менее 60—70 тысяч корней на 1 га. Рекомендуется выбирать длину участка для работы в 500—1200 м.

### Недостатки
- Отсутствуют надёжные механизмы для очистки корней от ботвы и земли, очистки ботвы от земли, поэтому корни приходится скидывать в поле для дополнительной ручной очистки.[2] Эта проблема была решена добавлением шнекового очистителя в модификации комбайна.
- Выгружаемая свёкла долго лежит в поле в малых кучах, что приводит к увяданию корней.[2]